# 필리프 6세
필리프 6세(프랑스어: Philippe VI de Valois, 1293년 ~ 1350년 8월 22일)는 프랑스 발루아 왕가의 초대 왕(재위:1328년 - 1350년)이다. 앙주 백작, 메르 백작을 겸임했다. 필리프 3세의 4남인 샤를 드 발루아 백작의 아들이다. 첫 번째 아내는 부르고뉴 공작 로베르 2세의 딸 잔이며, 두 번째 아내는 나바라 여왕 후아나 2세의 딸 수리아 나파로아코 왕녀이다.

## 생애
샤를 4세가 남자 후계자를 남기지 않은 채 죽자, 필리프 4세의 직계혈통이 끊어지게 되었기 때문에, 필리프 3세의 남자쪽계의 손자로 제후, 승려들의 회의를 통해 선택되어 즉위했다. 이미 12년 전, 루이 10세 사망시프랑크인의 옛법이었던 살리카 법을 근거로 여계계승을 배제했었기때문에 필리프의 즉위는 이론없이 받아들여져 수용되었다. 그러나 그때까지 같은 군주을 모시던 연합 아래에 있던 나바라 왕국에서는 여계계승이 인정받고 있었고, 또한 필리프 자신은 나바라 왕가의 피를 이어받았기 때문에, 루이 10세의 딸 잔느가 왕위를 계승했다.
1328년 3년 전부터 직포공의 시민과 농민의 반란으로 곤경에 빠져 있던 플랑드르 백작을 원조하여, 8월 23일 카셀에서 반란군에게 승리했다. 다음해 프랑스 왕위 후보자 중 1명이었던 에드워드 3세가 필리프의 왕위를 인정하고, 기엔느의 소유에 대해서 신하로써 복종을 선서했다. 그런데, 1333년 에드워드와 대립하던 스코틀랜드의 군주 데이비드 2세가 프랑스로 망명할 때 필리프가 그를 환영하였기 때문에, 에드워드는 이를 치욕으로 여기고, 다시 프랑스 왕위를 요구하였고, 1337년에 시작된 잉글랜드와 프랑스의 백년 전쟁의 도화선이 되었다.
1340년 6월 23일 필리프의 함대는 슬로이스 해전에서 잉글랜드에게 패배했다. 그리고 1346년 8월 26일 크레시 전투에서 프랑스군은 엄청난 패배를 맞보게 되었다. 다음해 칼레가 점령을 당하고, 경제는 혼란에 빠졌다. 소금의 전매특권을 제정하는 것으로 이에 대처했으나, 혼란의 흐름을 막지는 못했다. 당시 흑사병이 유행하여 국내가 혼란에 휩싸이는 1350년에 사망하고 아들 장이 뒤를 이었다.
또한 1349년 그르노블 근처의 도피네를 구입하여, 아들 장에게 주려고 하였으나, 구입성사 이전에 본인이 죽었기 때문에, 손자 샤를(후에 샤를 5세)이 물려받았다. 이후, 도팽은 프랑스 왕태자에게 물려주었기 때문에 그 칭호가 되었다.